# Милингимби (аэропорт)
Аэропорт Милингимби (англ. Milingimbi Airport) — небольшой региональный аэропорт, расположенный на острове Милингимби, Австралия.

## Технические данные
Взлётно-посадочная полоса 11/29 (1410 х 18,5 м) с грунтовым покрытием располагается на высоте 16 метров над уровнем моря.